# Baró
Baró es una localidad española del municipio de Camaleño, perteneciente a la comunidad autónoma de Cantabria.  

## Geografía
La localidad está ubicada a 380 m s. n. m., en la margen derecha del río Deva, y a 1 kilómetro de la capital municipal, Camaleño. Desde ella puede verse una panorámica del macizo de Ándara, en los Picos de Europa.

## Historia
Hubo en tiempos un monasterio dedicado a San Julián y otro dedicado a Santa María, que aparecen donados al monasterio de Santo Toribio. Antiguamente fue la capital del concejo de Valdebaró, formado por seis barrios o aldeas: Baró, Camaleño, San Pelayo, Beares, La Frecha y Bodia. Hacia mediados del siglo XIX, el lugar, ya por entonces perteneciente al municipio de Camaleño, tenía contabilizada una población de 270 habitantes. Aparece descrito en el cuarto volumen del Diccionario geográfico-estadístico-histórico de España y sus posesiones de Ultramar de Pascual Madoz con las siguientes palabras:

BARO: l. en la prov. de Santander, part. jud. de Potes, dióc. de Leon, aud. terr. y c. g. de Burgos: compuesto de 6 barrios ó ald. llamados Barco, Camaleño, San Pelayo, Beares, Labrecha y Bodia, con los que formaba el conc. de un nombre: en la actualidad corresponde al ayunt. de Camaleño (V.). sit. todos escepto Bodia á las márg. der. é izq. del r. Deba: Camaleño, Baró y Lafrecha estan á la der., San Pelayo y Beares á su izq.; aquellos son sumamente frio en invierno porque tienen poco sol, quitándosele la misma montaña que se halla al S. del valle por donde corre el r.; los últimos por el contrario son bastante templados por lo mucho que les bate aquel astro: Bodia está á mayor altura, y tambien á la der. del r. en un valle que forma un arroyo que baja de la montaña, tiene igualmente poco sol y es mas frio que todos por hallarse en sitio mas alto y contiguo á los montes; sin embargo de esto, son muy sanos todos ellos, pues no se padece enfermedad alguna endémica. 55 casas se cuentan entre todas, por lo general pobres y desaliñadas y todas mal dispuestas y separadas unas de otras, aunque el todo en cada barrio puede decirse forman un grupo de pobl. Hay escuela de primeras letras pagada por el pueblo, pero sin otro local para ella que un techado que á la parte de atras tiene la igl., careciendo por consiguiente de la disposicion necesaria para la enseñanza, falta que es casi comun á todas las de este pais; la dotacion del maestro consiste en 40 ducados anuales y 1 ó 2 rs. y una torta ó pan de 2 libras al mes por cada uno de los 14 ó 20 niños que á ella concurren; la incuria de los hab. ha causado la pérdida de una obra pia que habia para su dotacion. La igl. parr. sit. entre Baró y Camaleño junto al camino que da paso á todo el valle de Valdebaró, es edificio pobre, ant., maltratado y de pequeñas dimensiones; está dedicada á Ntra. Sra. de la Asuncion y se halla servida por un cura de libre presentacion del duque del Infantado quien llevaba la mitad de los diezmos. En Camaleño hay una ermita de San Ildefonso, capellania de propiedad particular; en San Pelayo otra dedicada á este santo, tambien capellania de propiedad particular; en Beares otra de Sta. Maria, bastante derruida; en Lafrecha otra de Ntra. Señora de la O; en Bodia otra de San Acisclo y Sta. Vitoria; y otra de San Roque en Baró, todas sin renta alguna. El cementerio está detras de la igl. en muy mal estado, ademas de las aguas del r. Deba de que se surten los vec. de Beares y San Pelayo por no tener fuentes, existen varias de estas en los demas barrios que aprovechan los moradores para su consumo doméstico. Confina N. con los térm. de Santibañez y Lon, E. el mismo Santibañez, S. Campollo, que pertenece ya al valle de Cereceda, y O. Mogrobejo; distando el que mas, que es Campello, sobre 1 hora: el térm. de este pueblo se hace muy estenso por razon de tener mancomunidad con Lon y Brez. El monast. de Sto. Toribio tenia en este l. algunos bienes que ya estan vendidos, quedando aun varios foros que lo estarian tambien si se facilitase la redencion de ellos á los que los poseen, pero como no se admite esta circunstancia y sí solo la compra, los dueños se retraen de licitarlos por no esponerlos á pasar á otras manos de donde les sea fácil redimirlos, prefiriendo esperar á que esto se les facilite por el Gobierno. Solo á orillas del r. suele haber algunos pedazos de terreno llano, de buena calidad para el cultivo, lo restante todo es monte en el que se encuentran sin embargo varios trozos roturados; todo él es en general pedregoso y descansa sobre castro ó peña á las veces calcárea: hay prados naturales particularmente hácia donde está Bodia; los montes forman grandes cord., y se encuentran poblados de encina, roble, haya y otros arbustos, destruyéndose mucho arbolado incesantemente en vez de procurar su conservacion y fomento. Deba, como queda dicho, es el r. que pasa lamiendo la pobl. que nos ocupa, el cual nace en térm. del concejo de Espinama, de una fuente que sale al pie de las cord. de peñas, que llaman de Europa; sus aguas aunque buenas nada riegan; hay sobre él 4 puentes; el de Beares y el de Camaleño, de piedra, y los otros dos para pasar á San Pelayo, de madera, uno de carro, el otro peonil, y ambos construidos en el año 1844, por haber arrebatado en el anterior la grande avenida del mes de febrero los que habia. Cruzan el térm. ademas varios arroyos; el que baja por Lafrecha de la montaña que llaman Sierrabosa, de curso perenne, riega algunas huertas; y el que desciende á San Pelayo de Leon, tambien de curso perenne fertiliza varios campos y tiene un puente de piedra dentro del mismo barrio, y un molino de una piedra; de igual tamaño con corta diferencia serán las 13 que se cuentan en los 7 molinos que se ven sobre el Deba esparcidos por el tém. del l. Los caminos son locales, malos, estrechos, descuidados, sumamente lodosos en tiempo de lluvia y la mayor parte carreteros; recibiendo la correspondencia en Potes: prod.: trigo, cebada, maiz, legumbres, patatas y vino; la principal cosecha es la de trigo y sin embargo no basta para el consumo, surtiéndose de Castilla bien directamente, bien en el mercado de Potes: hay cria de ganado vacuno, lanar, cabrio, de cerda y algunas yeguas; árboles frutales de toda especie, y en particular muchos nogales; caza de aves y otros animales dañinos; y alguna pesca; pobl. 54 vec., 270 alm.; contr.: con el ayuntamiento.
(Madoz, 1846, pp. 30-31)

En 2023, la entidad singular de población de Baró tenía empadronados 17 habitantes, todos ellos en el núcleo de población de ese nombre.

## Patrimonio
La iglesia parroquial de la Asunción data de los siglos XV-XVI y está edificada en piedra de mampostería. En el altar mayor hay un Calvario del siglo XVII. Se conservan dos ermitas: la de la Virgen de la O y la de San Roque.